# Christoffer Svae
Christoffer Svae, född den 21 mars 1982 i Oslo, Norge, är en norsk curlingspelare.
Han tog OS-silver i herrarnas curlingturnering i samband med de olympiska curlingtävlingarna 2010 i Vancouver.